# Nymphoides humilis
Nymphoides humilis är en vattenklöverväxtart som beskrevs av A. Raynal. Nymphoides humilis ingår i släktet sjögullssläktet, och familjen vattenklöverväxter. Inga underarter finns listade i Catalogue of Life.